# Pathet Lao

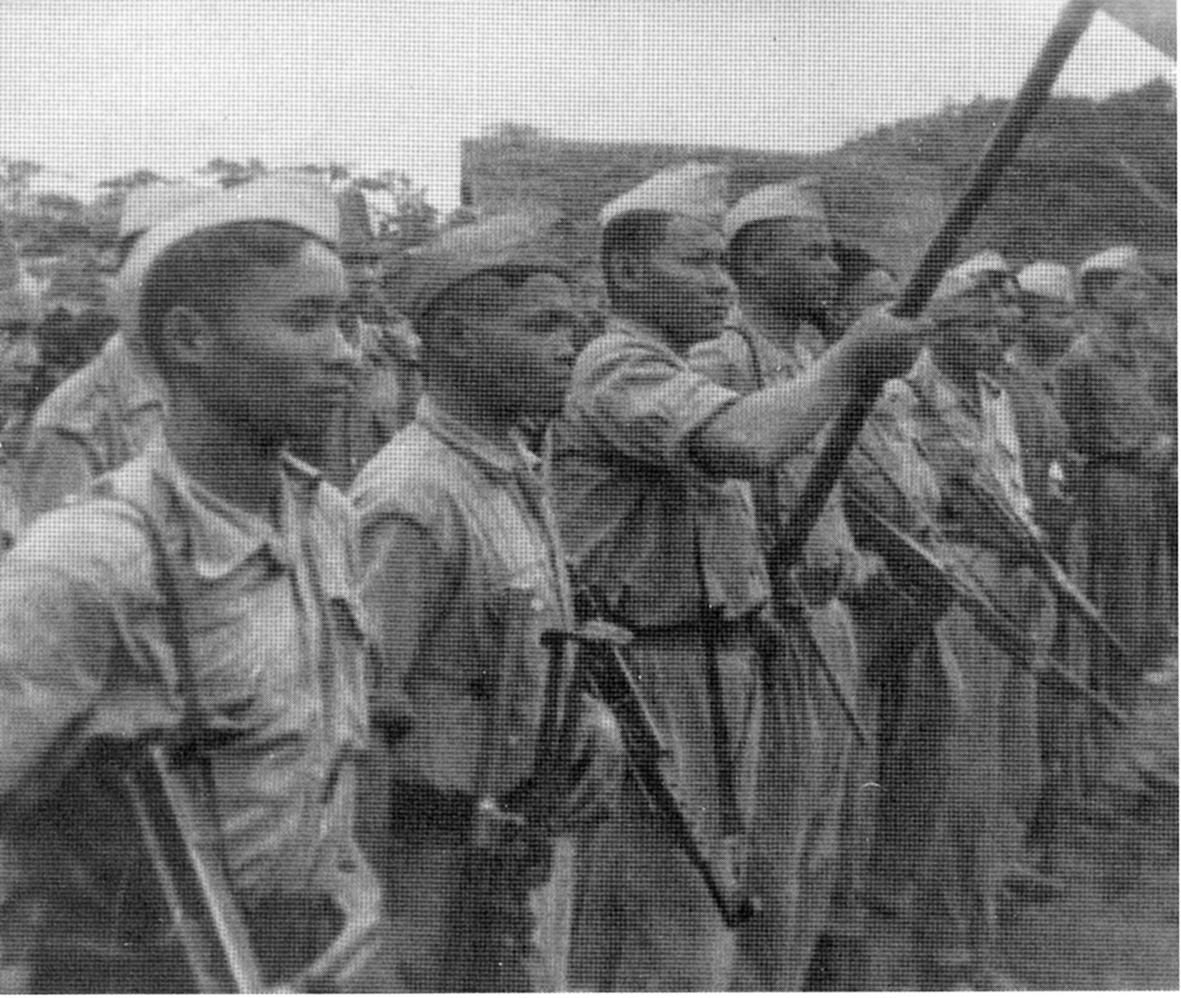
Pathet Lao Guerillas in Sam Neua (1953)

Die Pathet Lao übernahm als Symbol die Flagge der kurzlebigen Lao-Issara-Regierung. Seit 1975 ist es die Staatsflagge von Laos.

Die Pathet Lao (laotisch ປະເທດລາວ, „Land der Lao“ oder „Laotische Nation“) war eine laotische militärische Widerstandsbewegung mit kommunistischer Ausrichtung. Sie wurde 1950 nach der Spaltung der Unabhängigkeitsbewegung Lao Issara mit Unterstützung der vietnamesischen Việt Minh gegründet und kämpfte anfangs im Ersten Indochinakrieg gegen die Franzosen, später im Laotischen Bürgerkrieg, einem Nebenkriegsschauplatz des Vietnamkriegs, mit Unterstützung Nordvietnams gegen die von den Vereinigten Staaten unterstützte Königliche Laotische Armee. Oberhaupt der Pathet Lao war der „rote Prinz“ Souphanouvong, einflussreichste Person wurde mit wachsendem nordvietnamesischen Einfluss jedoch zunehmend Kaysone Phomvihane. Als Hauptquartier dienten die Höhlen von Viengxay in Nordostlaos. 1956 wurde als Massenorganisation und politischer Flügel die Neo Lao Hak Sat (Laotische Patriotische Front, laotisch: ແນວລາວຮັກຊາດ) gegründet; 1965 benannte man die Pathet-Lao-Streitkräfte in Laotische Volksbefreiungsarmee um. 1975 übernahm die Pathet Lao die Macht im Land, rief die Demokratische Volksrepublik Laos aus und löste sich durch Umwandlung in mehrere staatliche Organisationen auf.

## Bezeichnung
Der Begriff „Pathet Lao“ entstand im August 1950 auf dem von der Lao-Issara-Nachfolgeorganisation Neo Lao Issara (laotisch:ແນວລາວອິດສະລະ Front für ein freies Laos) durchgeführten Ersten Widerstandskongress, einer Veranstaltung derjenigen Teile der laotischen Unabhängigkeitsbewegung, die die mit Frankreich geschlossene Autonomievereinbarung ablehnten und die Fortsetzung des Widerstandes mit Unterstützung der vietnamesischen Kommunisten vorzogen. Auf diesem Kongress wurde ein 12-Punkte-Manifest verabschiedet, das mit „Pathet Lao“, also „Land der Lao“, unterzeichnet war, da der Widerstandskongress den Anspruch erhob, für die gesamte von Frankreich befreite laotische Nation zu sprechen. Der Begriff wurde infolgedessen schnell als Name für die gesamte Bewegung übernommen. In der westlichen Welt wurde „Pathet Lao“ dann später meist als Synonym für „laotische Kommunisten“ verwendet. „Pathet Lao“ war also eigentlich nur ein Oberbegriff und keine Organisation (das war die Front Neo Lao Issara bzw. ab 1956 die Neo Lao Hak Sat sowie später zusätzlich die Laotische Volksbefreiungsarmee), faktisch sind die Begriffe aber so untrennbar miteinander verbunden, dass die Pathet Lao allgemein als die laotische Widerstandsorganisation angesehen wird.

## Geschichte

### Vorgeschichte bis 1949
Nachdem Frankreich 1940 im Zweiten Weltkrieg in Europa besiegt worden war, besetzte das Japanische Kaiserreich im September des gleichen Jahres die französische Kolonie Indochina. Infolgedessen kam es zur Doppelherrschaft des japanischen Militärs und vichy-treuer französischer Kolonialbeamter. Im März 1945 ließ Japan jedoch die (aufgrund der Kriegslage nicht mehr als loyal geltenden) Franzosen inhaftieren und drängte die vietnamesischen, laotischen und kambodschanischen Monarchen dazu, sich für unabhängig zu erklären, woraufhin im Fall Laos Sisavang Vong, König des Protektorats Luang Prabang, am 8. April die Unabhängigkeit des Königreichs Laos proklamierte. Nachdem Japan am 15. August 1945 kapituliert hatte, nutzten Unabhängigkeitsbewegungen wie Hồ Chí Minhs Việt Minh in Vietnam oder Prinz Phetsaraths Lao Issara in Laos das Machtvakuum und riefen die Unabhängigkeit erneut aus, während der laotische König hingegen beim Eintreffen der ersten britischen, chinesischen und französischen Besatzungstruppen sich wieder Frankreich unterwarf. Es brach nun der (hauptsächlich in Vietnam ausgetragene) Erste Indochinakrieg zwischen den Unabhängigkeitsbewegungen und Frankreich aus.
Prinz Phetsaraths jüngerer Halbbruder, Prinz Souphanouvong, befand sich zum Zeitpunkt der japanischen Kapitulation im vietnamesischen Vinh, wo er als bei der Kolonialverwaltung angestellter Ingenieur Brücken baute. Er begab sich nun direkt zu Hồ Chí Minh und erklärte sich – obwohl er zuvor nie politisch oder militärisch tätig gewesen war – bereit, eine laotische Unabhängigkeitsbewegung anzuführen. Mit vietnamesischer Unterstützung kehrte Souphanouvong daraufhin nach Laos zurück, wo er den Widerstand gegen die anrückenden Franzosen organisierte und Minister sowie kurz darauf zusätzlich militärischer Oberbefehlshaber der in seiner Abwesenheit gegründeten Lao-Issara-Regierung wurde. Gegen die französische Armee war die Lao Issara jedoch chancenlos, in der einzigen offenen Feldschlacht bei Thakhek im März 1946 wurden die Laoten vernichtend geschlagen. Der Großteil der Lao Issara, darunter auch der verwundete Souphanouvong, floh nun nach Bangkok, wo eine Exilregierung entstand, ein kleinerer Teil ins nördliche Vietnam. Während seiner Zeit als Oberbefehlshaber im Exil kooperierte Souphanouvong eng mit der Việt Minh, wofür er von anderen Mitgliedern der Exilregierung, die den Vietnamesen aus historischen Gründen oder dem Sozialismus feindselig gegenüberstanden, stark kritisiert wurde, woraufhin Souphanouvong letzten Endes im Mai 1949 die Lao Issara verließ. Nachdem Frankreich mit der Französisch-laotischen Generalkonvention im Juli des gleichen Jahres erhebliche Autonomiezusagen gemacht sowie eine Amnestie erlassen hatte, löste sich die verbliebene Lao Issara schließlich auf und die meisten Mitglieder kehrten friedlich ins Königreich Laos zurück, wo viele von ihnen politische Ämter in der (profranzösischen) königlichen Regierung übernahmen. Phetsarath, der sich in seiner Ehre gekränkt sah, da ihm der König seine Titel entzogen hatte, blieb jedoch in Bangkok, seine Rolle als führender laotischer Politiker übernahm nun bald sein jüngerer Bruder (und Souphanouvongs älterer Halbbruder) Souvanna Phouma.

### Gründung im Indochinakrieg
Nach dem Verlassen der Lao Issara kündigte Souphanouvong die Bildung eines Laotischen Befreiungskomitees zur Fortsetzung des Widerstandes an. Auch andere bedeutende Mitglieder der Unabhängigkeitsbewegung waren nicht bereit, die französischen Bedingungen zu akzeptieren: Die 1946 ins nördliche Vietnam geflohenen Lao-Issara-Mitglieder hatten dort mit Hilfe der Việt Minh ein Komitee für laotischen Widerstand im Osten gegründet, dessen Anführer Nouhak Phoumsavan war. Ein weiteres Mitglied dieses Komitees, Kaysone Phomvihane, Sohn eines vietnamesischen Vaters und einer laotischen Mutter, hatte im Januar 1949 die Latsavong-Brigade aufgestellt, aus der sich später die Pathet-Lao-Streitkräfte bzw. die Laotische Volksbefreiungsarmee entwickeln sollten. Es entstand nun als Nachfolgeorganisation der Lao Issara die Neo Lao Issara (Front für ein freies Laos).
Souphanouvong erreichte im Herbst 1949 die Provinz Tuyên Quang, wo er zum zweiten Mal mit Hồ Chí Minh sowie mit General Võ Nguyên Giáp zusammentraf. Vom 13. bis zum 15. August 1950 fand nun im nördlichen Vietnam (nach anderen, unwahrscheinlicheren Angaben in der nordostlaotischen Provinz Houaphan) mit massiver Unterstützung der Việt Minh der sogenannte Erste Widerstandskongress der Neo Lao Issara statt, der als Gründungsereignis der Pathet Lao gilt. Auf diesem Kongress, an dem vermutlich etwa 150 Personen teilnahmen, wurde das namensgebende 12-Punkte-Manifest (siehe Abschnitt Bezeichnung) beschlossen, in dem die von nun an als Pathet Lao bekannte Bewegung als Ziele unter anderem „Vertreibung der französischen Kolonialisten, Verhinderung internationaler imperialistischer Interventionen, Formung eines unabhängigen und vereinten Landes Laos und Schaffung einer Koalitionsregierung, Realisierung von Demokratie, Freiheit und Gleichheit der Ethnien sowie Verbrüderung mit den Völkern von Vietnam und Kambodscha“ definierte. Des Weiteren wurde eine Nationale Widerstandsregierung als Gegenstück zur profranzösischen königlichen Regierung in Vientiane aufgestellt, der neben Souphanouvong Kaysone Phomvihane, Nouhak Phoumsavan, Phoumi Vongvichit, Souk Vongsak, Faydang Lobliayao und Sithon Kommadam – letztere beiden bedeutende Minderheitenführer – angehörten. Die Neo Lao Issara bestand weiter und sollte als Massenorganisation zukünftig den zentralen Bestandteil der Pathet Lao bilden. Es wurde ein Zentralkomitee gewählt, dem 19 Personen, darunter alle Minister der Gegenregierung, angehörten.
Militärisch spielte die Pathet Lao im Ersten Indochinakrieg noch keine Rolle. Die Pathet-Lao-Streitkräfte umfassten zu Beginn nur etwa 300 primitiv bewaffnete Guerillakämpfer, bis Kriegsende stieg deren Zahl dann langsam, aber stetig an. Selbst verglichen mit der kleinen französischen Garnison in Laos (3.000 Franzosen und 12.000–13.000 laotische Hilfstruppen) war die Pathet Lao militärisch bedeutungslos; insgesamt umfassten sowohl die französische Armee in Indochina als auch die Việt-Minh-Armee (einschließlich Hilfstruppen und Irregulärer) je etwa 400.000 Mann.
Seit der gewaltsamen Vertreibung der Lao Issara 1946 hatten in Laos keine größeren Kampfhandlungen stattgefunden. Erst nachdem die Việt Minh bis Winter 1952/53 ihre Kerngebiete im vietnamesisch-chinesisch-laotischen Grenzgebiet gefestigt hatte, begann sie mit einer Invasion des laotischen Territoriums. Ziele des Angriffs waren die Konsolidierung der bisher „befreiten“ Gebiete, Besetzung der strategisch wichtigen Pässe im Grenzgebiet und Bindung französischer Truppen im ansonsten wenig bedeutenden Laos. Im Dezember 1952 wurden zahlreiche Grenzposten überrannt, die Hauptinvasion startete dann im April 1953 und führte nach der Vernichtung der Garnison von Muang Khoua zur Besetzung der Provinz Houaphan und Teile der angrenzenden Nachbarprovinzen sowie einem Vorstoß bis kurz vor Luang Prabang. Im Dezember 1953 stieß die Việt Minh gegen Thakhek und in die Provinz Attapeu in Südlaos vor, im Monat darauf eroberte sie die Nordprovinz Phongsali.
Die zahlenmäßig geringen Pathet-Lao-Kämpfer spielten bei der Invasion nur eine wenig aktive Rolle und hielten sich zumeist im Hintergrund auf, wo sie gemeinsam mit der Việt Minh die Verwaltung der eroberten Gebiete übernahmen. Wichtig jedoch war die Pathet Lao für die Rechtfertigung des Angriffes: Offiziell handelte es sich bei dem Vorstoß um eine eigene Aktion der Pathet Lao, die nur von einigen Việt-Minh-Freiwilligen unterstützt wurde. Nach der Eroberung der Provinzhauptstadt Sam Neua zog die Pathet-Lao-Gegenregierung dorthin um, später wurden dann die nahegelegenen Höhlen von Viengxay Hauptquartier der Pathet Lao. Zur besseren Unterstützung (und Kontrolle) des laotischen Widerstands wurde von der Việt Minh die Đoàn (Gruppe) 100 geschaffen.
Frankreich versuchte nun, eine Entscheidungsschlacht zu erzwingen, und ließ daher den vietnamesischen Ort Điện Biên Phủ nahe der laotischen Grenze besetzen und zur Festung ausbauen. Die Việt Minh nahm die Herausforderung an und begann im März 1954 mit der Belagerungsschlacht. Während der Belagerung wurde auch ein zweiter (Ablenkungs-)Angriff auf Luang Prabang durchgeführt, die Stadt konnte jedoch nach Verstärkungen von französisch-laotischen Truppen gehalten werden. Am 7. Mai 1954 kapitulierte Điện Biên Phủ, damit war die französische Niederlage in Indochina besiegelt.
Bereits am nächsten Tag begann in Genf die Indochinakonferenz über die Beendigung des Krieges und die Unabhängigkeit der Staaten Indochinas (die Diplomaten befanden sich bereits aufgrund von Verhandlungen über den Koreakonflikt in der Stadt). Neben der Kolonialmacht Frankreich und den Großmächten Vereinigte Staaten, Großbritannien und Sowjetunion nahmen die noch junge Volksrepublik China sowie die Demokratische Republik Vietnam der Việt Minh (das spätere Nordvietnam), der profranzösische Staat Vietnam unter Bảo Đại (das spätere Südvietnam), das Königreich Kambodscha und das Königreich Laos teil. Nouhak Phoumsavan war als Mitglied der Việt-Minh-Delegation nach Genf mitgereist und versuchte dort, auch die Pathet Lao (sowie die kambodschanische Khmer Issarak) als eigene Verhandlungsfraktionen anerkennen zu lassen, scheiterte jedoch mit seinem Ansinnen, da von der Mehrheit der anwesenden Diplomaten Pathet Lao und Khmer Issarak – zu diesem Zeitpunkt durchaus zu Recht – als unbedeutend kleine, völlig von der Việt Minh abhängige Marionettenorganisationen ohne Rückhalt in der Bevölkerung angesehen wurden. Nicht einmal China oder die UdSSR waren bereit, die Gegenregierungen diplomatisch anzuerkennen.
Man einigte sich relativ schnell darauf, dass das Königreich Laos (wie auch die anderen Staaten Indochinas) unabhängig und dauerhaft neutralisiert werden sollte. Hauptstreitpunkt wurden dabei allerdings die in Laos befindlichen Việt-Minh-Truppen: Die Grundvoraussetzung für die laotische Souveränität und Neutralität war der Rückzug dieser Einheiten aus dem Land; die Việt Minh hingegen wollte ihre Eroberungen – inzwischen kontrollierten die Kommunisten beträchtliche Teile von Laos – nicht ohne Gegenleistung aufgeben. Als Kompromiss wurden der Pathet Lao die beiden Provinzen Houaphan und Phongsali rechtmäßig zugesprochen, dafür sollte sie die übrigen kontrollierten Gebiete verlassen und die Việt Minh vollständig aus Laos abziehen. Innerhalb von x Jahren sollten dann – ähnlich wie im Fall Vietnam – Wahlen zu einer gesamtlaotischen Koalitionsregierung stattfinden.
Für die Pathet Lao stellte dieses Ergebnis einen bedeutenden Fortschritt dar, wurde sie dadurch doch zur de facto anerkannten Territorialmacht.

## Organisation und Ideologie
Die Pathet Lao sah sich als direkte und legitime Nachfolgeorganisation der Lao Issara und übernahm sowohl deren Flagge als auch den 12. Oktober 1945 – den Tag der Gründung der Lao-Issara-Regierung – als Jahrestag der Unabhängigkeit. Sie betrachtete jedoch den Unabhängigkeitskampf noch nicht als abgeschlossen und setzte deshalb den Widerstand fort, anfangs gegen die nach wie vor im Land präsenten Franzosen, später gegen die königliche laotische Regierung – aus ihrer Sicht ein neokolonialistisches Marionettenregime der USA. Maßgeblich für den Erfolg der Pathet Lao war die Tatsache, dass sie es schaffte, bei der Bevölkerung überzeugend als patriotische Bewegung aufzutreten und die vietnamesischen Verbündeten nicht als fremde Besatzer, sondern als freundschaftliche Unterstützer darzustellen, während gleichzeitig die königliche Regierung als fremdbeherrschtes Regime diffamiert wurde.
Ideologisch vertrat die Pathet Lao wie das Vorbild Việt Minh sowohl kommunistische als auch nationalistische Auffassungen. Der Kommunismus konnte jedoch in Laos, das weder eine politische Tradition noch eine Arbeiterklasse oder eine organisierte Bauernschaft besaß, nur schwer Fuß fassen. Politisch gebildete Laoten stammten nahezu ausschließlich aus der (oftmals adeligen) Oberschicht und konnten mit der kommunistischen Ideologie daher kaum etwas anfangen; selbst über Souphanouvong wurde spekuliert, dass er vom Kommunismus eigentlich nur wenig verstand. Mit zunehmender militärischer und logistischer Unterstützung durch die Việt Minh bzw. Nordvietnam (in Form der Gruppe 100/959) fand deshalb auch eine umfangreiche kommunistische Indoktrination der Pathet-Lao-Mitglieder statt, besonders nachdem sich Nordvietnam nach der pluralistischen Anfangsphase ab Mitte der 1950er-Jahre immer mehr zu einem konformen sozialistischen Einheitsstaat entwickelte. 1955 wurde mit der Laotischen Volkspartei eine verdeckt arbeitende marxistisch-leninistische Kaderpartei gegründet. Der vietnamesische Einfluss stieg ab 1958 wesentlich an, als Souphanouvong und andere eher als nationalistisch-gemäßigt geltende Führungsmitglieder an der ersten Koalitionsregierung in Vientiane teilnahmen und kurz darauf dort inhaftiert wurden, so dass in deren Abwesenheit der provietnamesische Pathet-Lao-Flügel unter dem halbvietnamesischen Partei-Generalsekretär Kaysone Phomvihane die Verwaltung der eroberten Gebiete übernehmen konnte. Bis zum Waffenstillstand 1973 wurde dann die Pathet Lao ganz auf die Linie Nordvietnams gebracht.
Gegenüber dem in Laos allgegenwärtigen Buddhismus nahm die Pathet Lao eine Doppelstrategie an: Einerseits besuchte Souphanouvong, selbst gläubiger Buddhist, zahlreiche buddhistische Klöster und sicherte diesen seine Unterstützung zu. Sein selbstloser und entbehrungsreicher Kampf wurde von vielen Mönchen bewundert, so dass die Klöster der Pathet Lao bedeutende Unterstützung boten, was diese nutzte, um ihre politischen Ziele weiter zu verbreiten. Andererseits kämpften auf Seite der Pathet Lao auch zahlreiche Bergvölker (sogenannte Lao Theung und Lao Soung), die animistischen Traditionen anhingen und mit dem Buddhismus der ethnischen Tiefland-Lao nichts zu tun haben wollten. Um sich ebenfalls deren Unterstützung zu erhalten, unterstützte die Pathet Lao in den Dörfern der Minderheiten die Zurückdrängung buddhistischer Einflüsse, was in der Vertreibung von Mönchen und Zerstörung von Tempeln resultierte.

## Bedeutende Pathet-Lao-Mitglieder
- Faydang Lobliayao, Hmong-Führer
- Kaysone Phomvihane, „starker Mann“ der Pathet Lao, 1955–1992 Parteiführer, 1975–1991 Premierminister, 1991–1992 Präsident
- Khamtay Siphandon, 1991–1998 Premierminister, 1992–2006 Parteivorsitzender, 1998–2006 Präsident
- Nouhak Phoumsavan, Chefdiplomat der Pathet Lao, langjährige Nr. 2 im Politbüro, 1992–1998 Präsident
- Phay Dang, Hmong-Führer
- Phoumi Vongvichit, 1986–1991 Interimspräsident
- Phoun Sipraseuth
- Singkapo Chounlamany
- Sisomphone Lovansai
- Sithon Kommadam, Loven-Führer
- Souk Vongsak
- Souphanouvong, Oberhaupt der Pathet Lao, 1975–1986 Präsident
- Thao Tou, Hmong-General